# U.S. Pro Tennis Championships 1997 - Qualificazioni doppio
Le qualificazioni del doppio  dell'U.S. Pro Tennis Championships 1997 sono state un torneo di tennis preliminare per accedere alla fase finale della manifestazione. I vincitori dell'ultimo turno sono entrati di diritto nel tabellone principale. In caso di ritiro di uno o più giocatori aventi diritto a questi sono subentrati i lucky loser, ossia i giocatori che hanno perso nell'ultimo turno ma che avevano una classifica più alta rispetto agli altri partecipanti che avevano comunque perso nel turno finale.
Le qualificazioni del doppio del torneo U.S. Pro Tennis Championships 1997 prevedevano 4 coppie partecipanti di cui una è entrata nel tabellone principale.

## Teste di serie
1. Jose Frontera /  Damian Furmanski (ultimo turno)

1. Filip Dewulf /  Johan Van Herck (Qualificati)

## Qualificati
1. Filip Dewulf  /   Johan Van Herck

## Tabellone

### Legenda
| - Q = Qualificato - WC = Wild card - LL = Lucky loser | - ALT = Alternate - SE = Special Exempt - PR = Protected Ranking | - w/o = Walkover - r = Ritirato - d = Squalificato |

|  | Primo turno | Primo turno                        | Primo turno                        | Primo turno | Primo turno |  |  | Ultimo turno | Ultimo turno                   | Ultimo turno | Ultimo turno | Ultimo turno |  |
|  |             |                                    |                                    |             |             |  |  |              |                                |              |              |              |  |
|  | 1           | Jose Frontera Damian Furmanski     | Jose Frontera Damian Furmanski     | 6           | 6           |  |  |              |                                |              |              |              |  |
|  |             | Jonathan Beardsley Jonathan Pastel | Jonathan Beardsley Jonathan Pastel | 4           | 4           |  |  | 1            | Jose Frontera Damian Furmanski | 4            | 7            | 2            |  |
|  | 2           | Filip Dewulf Johan Van Herck       | Filip Dewulf Johan Van Herck       | 6           | 6           |  |  | 2            | Filip Dewulf Johan Van Herck   | 6            | 6            | 6            |  |
|  |             | John Falbo Michael Shyjan          | John Falbo Michael Shyjan          | 3           | 4           |  |  |              |                                |              |              |              |  |